# Telekommunikációs hálózat
A telekommunikációs hálózat olyan csomópontokból álló halmaz, amelyeket telekommunikációs kapcsolatok kötnek össze, és ezeken keresztül üzenetek válthatóak a csomópontok között. Ezek a kapcsolatok különböző technológiákat használhatnak, amelyek az áramköri kapcsolás, az üzenetkapcsolás vagy a csomagkapcsolás módszerein alapulnak, célja az üzenetek és jelek továbbítása.
Több csomópont közreműködésére is szükség lehet annak érdekében, hogy az üzenetet az eredeti csomóponttól a célcsomópontig eljuttassa, több hálózati állomáson keresztül. Ehhez a útvonalválasztási funkcióhoz a rendszerben minden csomóponthoz hálózati címet kell rendelni az azonosítás és a hálózaton történő fellelésének érdekében. A hálózatban található címek összességét a hálózat címterének nevezik.
A telekommunikációs hálózatok közé tartoznak például a számítógépes hálózatok, az internet, a nyilvános kapcsolt telefonhálózat (PSTN), a globális telexhálózat, a légi ACARS-hálózat és a mobiltelefon-szolgáltatók vezeték nélküli rádióhálózatai.

## A hálózat szerkezete
Általában minden telekommunikációs hálózat három részből áll, vagyis három síkból (így nevezzük őket, mert elkülönültek, és ezek gyakran különálló réteghálózatok):
- Az adatsík (vagy felhasználói sík, hordozó sík vagy továbbítási sík) hordozza a hálózat felhasználóinak forgalmát, az effektív adattartalmat.
- A vezérlési sík vezérlőinformációkat szállít (más néven jelzést).
- A menedzsmentsík (irányítási sík) bonyolítja a hálózatirányításhoz szükséges üzemeltetési, adminisztrációs és menedzsmentforgalmat. A menedzsmentsíkot sokan a vezérlési sík részének tekintik.

## Adathálózatok
Az adathálózatokat világszerte széles körben használják az egyének és szervezetek közötti kommunikációra. Az adathálózatokat össze lehet kötni annak érdekében, hogy a felhasználók zökkenőmentes hozzáférést kapjanak azokhoz az erőforrásokhoz, amelyek nem a konkrét szolgáltatóhoz csatlakoznak. Az internet a legjobb példa sok különböző szervezet adathálózatának összekapcsolására.
Az IP-hálózatokhoz csatlakoztatott terminálokat IP-címekkel látják el. Az internetprotokoll csomagjaiban (TCP/IP) szereplő protokollok irányítják és továbbítják az üzeneteket az IP-adathálózaton keresztül. Számos különböző hálózatszerkezet létezik, amelyeket az IP hatékony üzenetirányításához lehet használni, például:
- Széles területi hálózatok (WAN)
- Városi hálózatok (MAN)
- Helyi hálózatok (LAN)

A MAN-t három jellemző különbözteti meg a LAN-októl vagy a WAN-októl:
1. A hálózat mérete szempontjából a LAN-ok és a WAN-ok közötti területen helyezkedik el. A MAN átmérője 5 és 50 km között lehet.
2. A MAN általában nem egyetlen szervezethez tartozik. A hálózatot összekötő berendezések, a kapcsolatok és maga a MAN gyakran egy szervezet vagy hálózatszolgáltató tulajdonában van, amely szolgáltatást nyújt vagy bérel másoknak.
3. A MAN a hálózaton belüli erőforrások nagy sebességű megosztására szolgál. Gyakran kapcsolódik WAN-hálózatokhoz a MAN hatókörén kívüli erőforrásokhoz való hozzáférés érdekében.

Az adatközponti hálózatok nagymértékben támaszkodnak a TCP/IP-re a gépek közötti kommunikációban. Ezek több ezer szervert kötnek össze, tervezésük rendkívül robusztus méreteket ölt, alacsony szintű késleltetést és nagy sávszélességet biztosítanak. Az adatközponti hálózat topológiája jelentős szerepet játszik a hibatűrés szintjének meghatározásában, az inkrementális bővítés könnyűségében, a kommunikációs sávszélességben és a késleltetésben is.

## Kapacitás és sebesség
A digitális számítógépek sebességének és kapacitásának javulásával, amelyet a félvezetőtechnológia töretlen fejlődése biztosít, s amelyet a tranzisztorok sűrűségének kétévente duplázódásával értek el (Moore-törvény), hasonló okok miatt a telekommunikációs hálózatok kapacitása és sebessége ugyanilyen fejlődést mutatott.
A telekommunikációban ezt az Edholm-törvény fejezi ki, amelyet 2004-ben Phil Edholm állapított meg. Ez a tapasztalaton alapuló törvény azt mondja ki, hogy a telekommunikációs hálózatok sávszélessége minden 18 hónapban megduplázódik, ami az 1970-es évek óta igaznak bizonyult. Ez a trend nyilvánvaló az internet, a mobil, vezeték nélküli és vezetékes helyi hálózatok, valamint a személyes hálózatok tekintetében. Ez a fejlődés a félvezetőtechnológia gyors fejlődésének következménye.

## Fordítás
Ez a szócikk részben vagy egészben  a   Telecommunication network című angol Wikipédia-szócikk fordításán alapul.  Az eredeti cikk szerkesztőit annak laptörténete sorolja fel. Ez a jelzés csupán a megfogalmazás eredetét és a szerzői jogokat jelzi, nem szolgál a cikkben szereplő információk forrásmegjelöléseként.